# Atitlán (sjö)

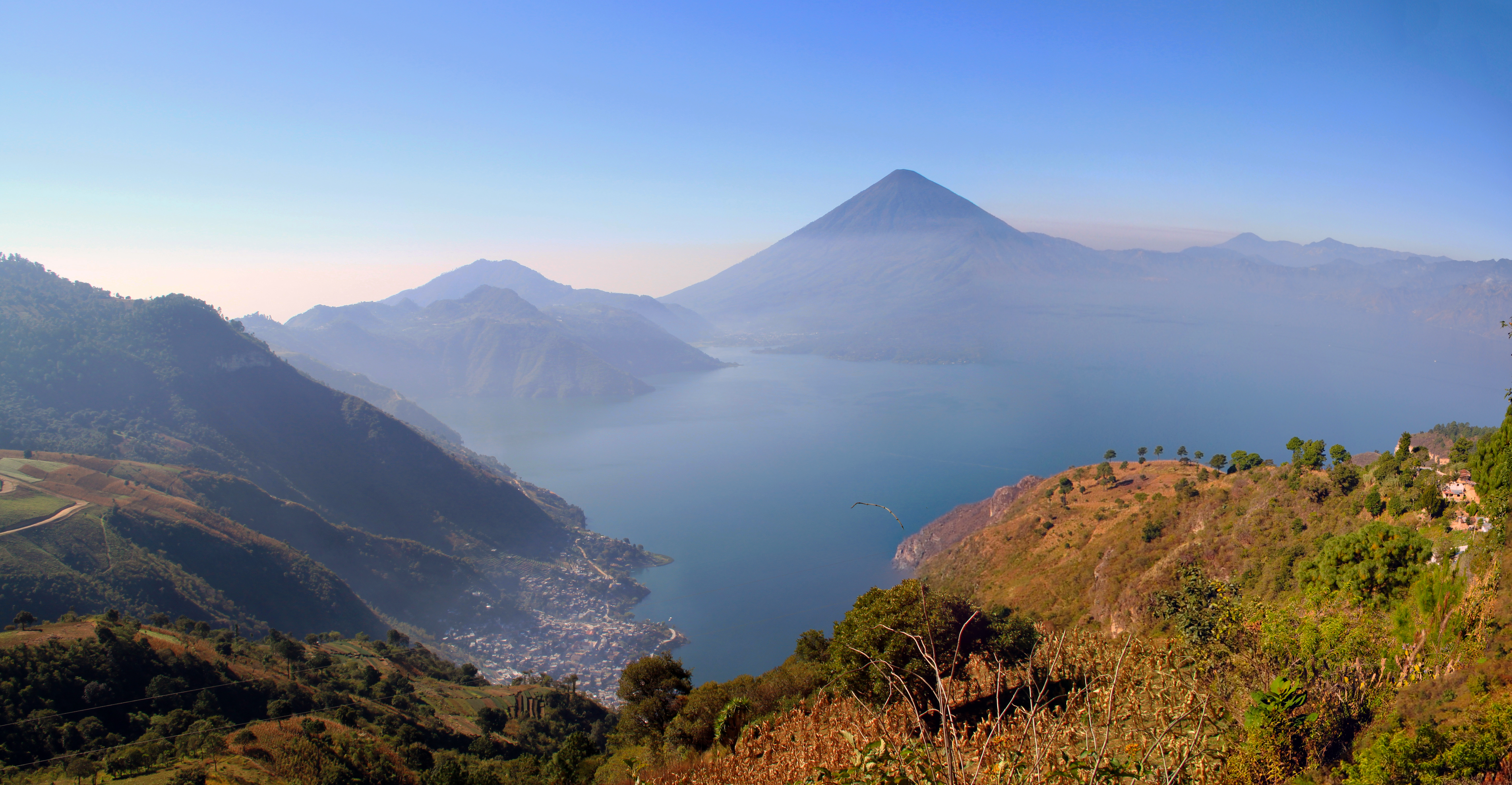

Atitlán är en avloppslös sjö av vulkaniskt ursprung i Guatemala, belägen 1.500 meter över havet, 20 kilometer lång och 8 kilometer bred.
Söder om sjön ligger den aktiva vulkanen Atitlán 3.525 meter över havet och den utslocknade San Pedro, 3.024 meter över havet.